# Saale (rivier)
De Saale is een zijrivier van de Elbe in Duitsland. Ze stroomt over het grondgebied van Beieren, Saksen-Anhalt en Thüringen en heeft een lengte van 427 km. De rivier wordt ook wel de Saksische Saale (Sächsische Saale) genoemd ter onderscheiding van de Frankische Saale, die eveneens in Beieren begint. Langs de rivier staat een groot aantal burchten en burchtruïnes die dateren uit de tijd dat men zich moest verdedigen tegen invallen van Slavische stammen vanuit het oosten. Halle en Jena zijn de grootste steden aan de rivier.
De Saale begint, evenals de Main, in het Fichtelgebergte tussen Bayreuth en Hof. De bron bevindt zich op een hoogte van 707 m boven Normalnull op de flanken van de Waldstein. De rivier stroomt vervolgens door het gebied Opper-Franken in noordelijke richting.
De eerste grotere stad aan de Saale is Hof. Via het Vogtland bereikt de rivier al spoedig Thüringen, waar de rivier door het Thüringer Woud loopt. Hier bevinden zich de twee grootste stuwmeren van de rivier: Bleiloch en Hohenwarte. Via Saalfeld, Rudolstadt, Kahla en Jena doorkruist de Saale Thüringen om ten zuiden van het historische stadje Naumburg Saksen-Anhalt te bereiken. Verder noordelijk volgt de stad Halle, de oude zoutstad. Vanaf hier is de rivier bevaarbaar. Langs de benedenloop ligt, in een gebied met kalizoutmijnen, de stad Bernburg, met een groot kasteel direct aan de rivier.
De monding in de Elbe bevindt zich bij het stadje Barby, halverwege Dessau en Maagdenburg.
Langs de Saale bevindt zich het wijnbouwgebied Saale-Unstrut, het noordelijkste van Duitsland.
Langs de Saale loopt een bewegwijzerde fietsroute, de Saaleradweg.

## Zijrivieren
De belangrijkste zijrivieren van de Saale zijn de:
- Ilm
- Unstrut
- Weiße Elster
- Bode.

## Afbeeldingen

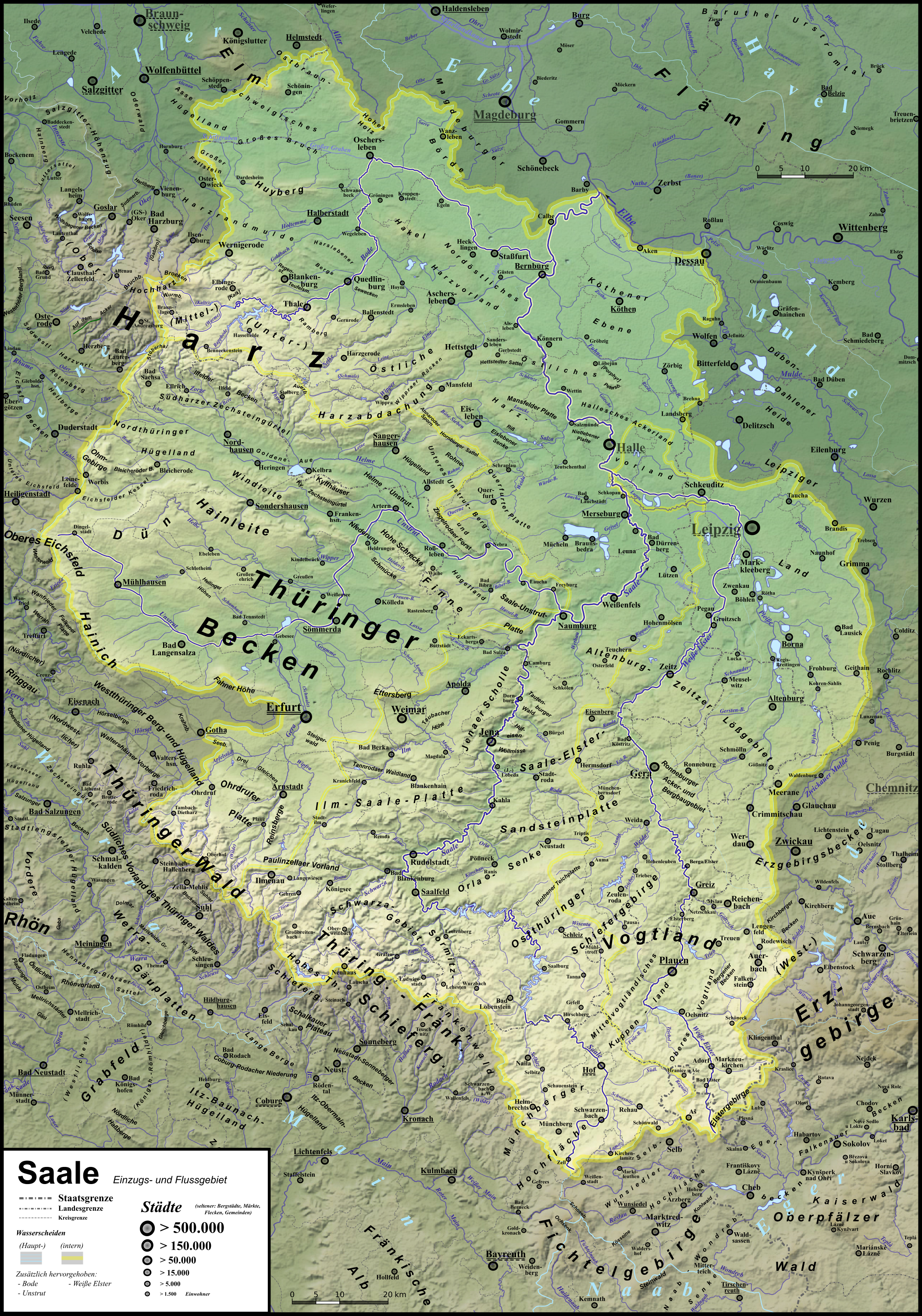
Kaart stroomgebied met omliggende steden en middelgebergtes
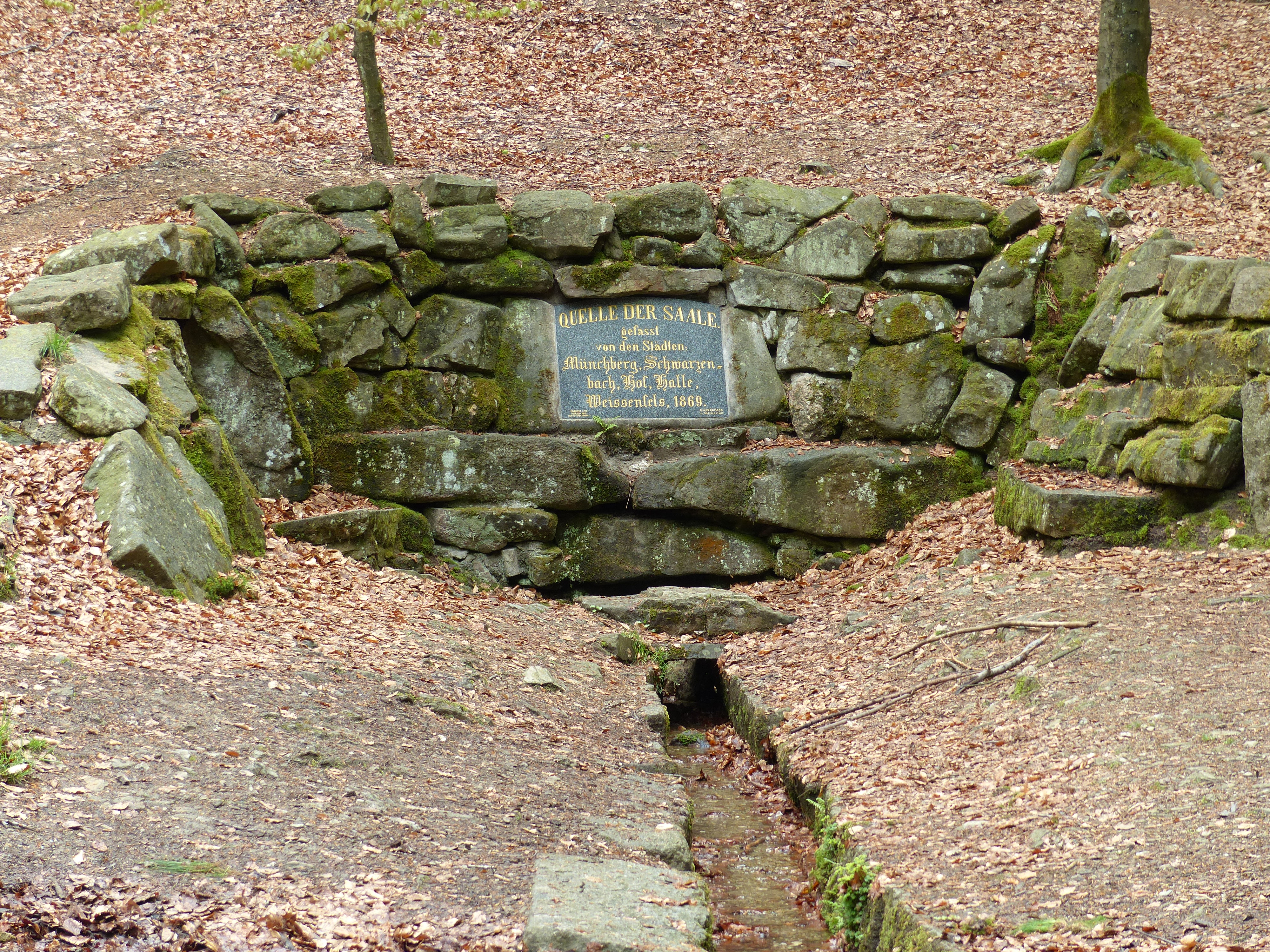
Bron
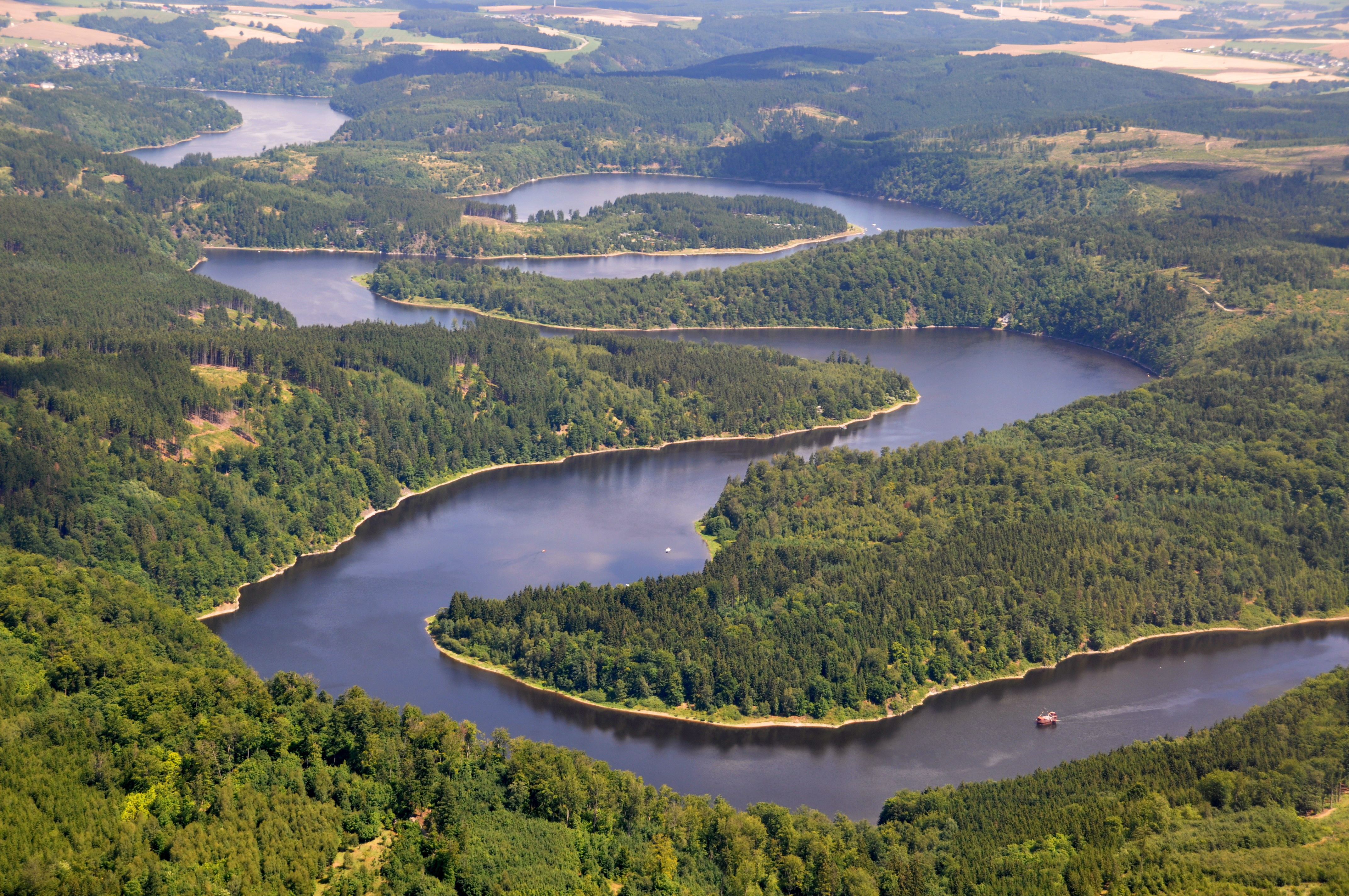
Het zeer langgerekte Bleilochstuwmeer in de Saale, deelstaat Thüringen
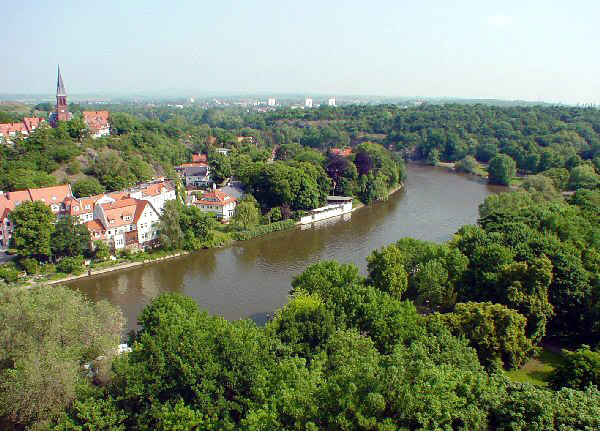
De Saale in de omgeving van Halle

## Niet te verwarren met
- Zie voor de zijrivier van de Main: Fränkische Saale.
- De Leine heeft in de omgeving van Elze een zijriviertje, dat ook Saale heet.

- Gemeinsame Normdatei: 4051085-2
- Library of Congress Control Number: sh85116160
- Nationale Bibliotheek van Tsjechië: ge189042
- Nationale Bibliotheek van Israël: 987007548642205171
- Virtual International Authority File: 247174034